# Бачков (Словаччина)
Ба́чков (словац. Bačkov) — село, громада в окрузі Требішов, Кошицький край, Словаччина. Село розташоване на висоті 200 м над рівнем моря. Населення — 615 чол. (2008).
Переважна більшість населення — словаки (99 %).
Вперше згадується в 1320 році.
В селі є бібліотека та футбольне поле.

## Географія
Протікають Бачковський потік і Ондерков потік.

## Населення
| Рік:            | 1994. | 2004.   | 2014.   | 2024.    |
| --------------- | ----- | ------- | ------- | -------- |
| Кількість осіб: | 594   | 620     | 679     | 754      |
| Різниця:        |       | +4,37 % | +9,51 % | +11,04 % |

| Рік:            | 2023. | 2024.   |
| --------------- | ----- | ------- |
| Кількість осіб: | 753   | 754     |
| Різниця:        |       | +0,13 % |

## Відомі люди
- Імре Фрівалдський — лікар, біолог, природознавець.